# Egirin

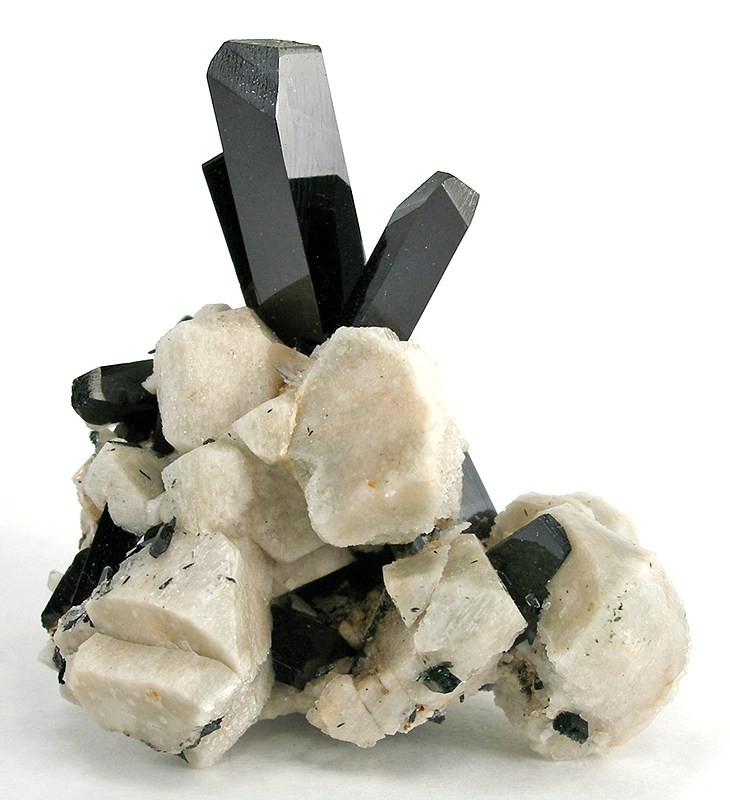
Egirin (negru) pe ortoclaz (alb) din Malawi

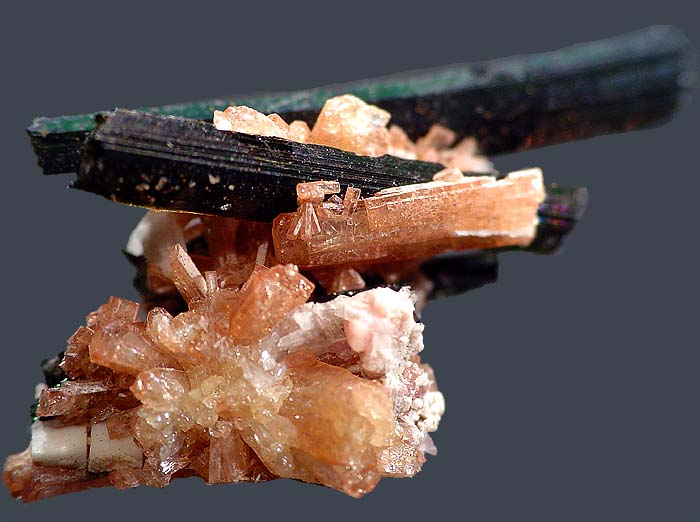
Egirin (verde-negru) și rodocrozit (roz) din Québec, Canada

Mineralul egirin este un silicat natural de sodiu și fier. Se mai numește și acmit. Formula sa chimică este NaFeSi2O6.

## Istoric și etimologie
Egirinul a fost denumit în anul 1835 de către mineralogul Hans Morten Thrane Esmark, după Aegir, zeul mării în mitologia nordică, deoarece locația descoperirii sale se afla pe malul mării, pe coasta norvegiană.

## Descriere
Egirinul face parte din grupa piroxenilor monoclinici, cristalizat în formă prismatică sau aciculară. Are culoarea neagră-verzuie, verde-închis, mai rar brun-roșcată. Egirinul este fuzibil într-o flacără deschisă, acesta colorând flacăra în galben. Culoarea galbenă provine de la sodiul care intră în alcătuirea mineralului. Are o duritate medie de 6 pe scara Mohs.

## Depozite
Egirinul se găsește în rocile magmatice cu cantități mari de sodiu, dar și în cele metamorfice. Localitatea tip a mineralului (sursa tipică) este localitatea Skaadoe, Brevig din Norvegia. Mai există și alte câteva locuri în care egirinul a fost descoperit, printre care se numără Mont Saint Hilaire, Quebec, Canada, Groenlanda, India, Kenya, Nigeria, peninsula Kola din Rusia, Magnet Cove, Arkansas și Libby, Montana, Statele Unite ale Americii.
În România se întâlnește în zona localităților Ditrău și Comănești din județul Harghita și în Dobrogea.

## Utilizare
Mineralul ese căutat și apreciat de către colecționari.